# Moșav

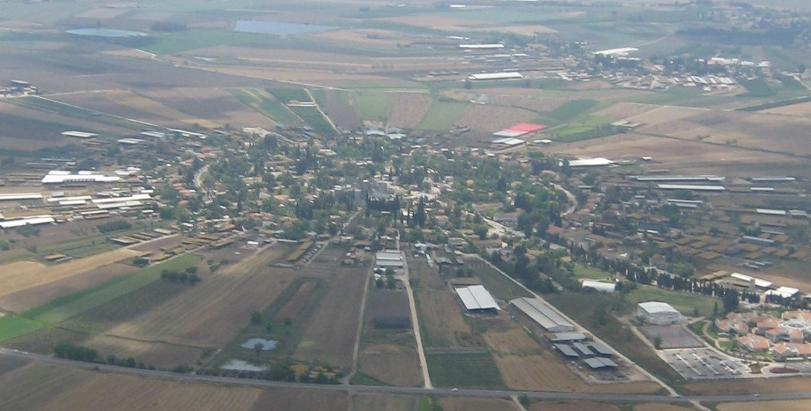
Moșavul Nahalal din Galileea

”Moșav sau moshav (ebraică מושב), la plural - moșavuri (în ebraică -מושבים moshavim)  este un fel de cooperativă agricolă de fermieri individuali/particulari din Israel. Membrii moșavului se numesc „haverim” (la feminin= haverot) (în traducere:tovarăși- tovarășe sau membru - membre)), asemănător cu membrii kibuțurilor.Spre deosebire de kibuțul istoric, familia reprezintă în moșav o unitate economică independentă în cadrul unor relații de ajutor reciproc.
De asemenea, membrii moșavului posedau de la început bani și bunuri particulare. Lor li s-au alocat parcele egale de pământ, proprietate statală, care în majoritatea cazurilor servește la agricultură. În prezent, într-o parte din moșavuri locuiesc și alte persoane, care nu sunt membri în cooperativă, și se numesc „toshavim”, adică locuitori.
Mișcarea moșavurilor (Tnuat hamoshavim) și Mișcarea kibuțiană (Hatnuá hakibutzit) sunt cele mai mari organizații de reașezare agricolă din Israel. Locuitorii moșavurilor sunt denumiți moșavnik, la plural moșavnici (moshavnikim)
În Israel și în teritoriile controlate de Israel există circa 400 moșavuri.
Alături de kibuțuri, această formă de așezare cooperatistă evreiască a fost promovată în Palestina de mișcarea sionistă de sorginte social-democrată începand cu al doilea val de emigrație sionistă HaAliyá Hashniyá. (A Doua Aliyá) 